# Monooculricinuleus
Famille
Genre
Monooculricinuleus, unique représentant de la famille des Monooculricinulidae, est un genre éteint de ricinules.

## Distribution
Les espèces de ce genre ont été découvertes dans de l'ambre de Birmanie. Elles datent du Crétacé.

## Liste des espèces
Selon The World Spider Catalog (version 18.5, 2018) :
- † Monooculricinuleus incisus Wunderlich, 2017
- † Monooculricinuleus semiglobosus Wunderlich, 2017

## Publication originale
- (en) Wunderlich, 2017 : New extinct taxa of the arachnid order Ricinulei, based on new fossils preserved in mid Cretaceous Burmese amber. Beiträge zur Araneologie, vol. 10, p. 48–71.